# Куюмазарське водосховище
Куюмаза́рське водосховище — наливне водосховище в Бухарській області Узбекистану. 
Створене в 1956—1959 роках. Площа 0,15 км²; об'єм 0,7 км³, довжина 5 км.
Сезонне регулювання стоку; коливання рівня до 23 м. Використовується для іригації і водопостачання.
Може підживлюватись водою з річки Зеравшан через Верхньо-Бухарський канал, що бере початок віж Хархурського гідровузла. Має сполучення з системою Аму-Бухарського каналу, дві черги якого стали до ладу в 1965 та 1976 роках.